# Claudine Quesniaux
Claudine Quesniaux, née en 1935 à Paris, est une artiste-peintre française.

## Biographie
Claudine Quesniaux vit et travaille à Strasbourg.

## Œuvres dans les musées
- Le Jardin carré, musée d'Art moderne et contemporain de Strasbourg[1]
- Toile, musée d'Art moderne et contemporain de Strasbourg[2]
- Sans titre, 1982, Frac de Lorraine[3]